# Зинич, Владимир Николаевич
Владимир Николаевич Зинич (укр. Володимир Николаевич Зініч; 27 сентября 1968, Кировская область, СССР) — советский, российский и украинский футболист, который играл на позиции нападающего.

## Биография
Клубную карьеру начинал в клубе «Салют» (Белгород). В 1988 году перешёл в московский ЦСКА. Далее выступал в одесских клубах СКА и «Черноморец». Играл в Польше за «Карпаты» (Кросно), был в клубе штатным пенальтистом. В 1994 году перебрался из запорожского «Торпедо» в воронежский «Факел», с которым в 1996 году добился права выступать в Высшей лиге. Единственный футболист «Факела», бивший пенальти во второй, первой и высшей российских лигах. После окончания игровой карьеры стал тренером. В 2004 году был одним из тренеров в «Салюте». В 2007 году назначен главным тренером «Зодиака» (Старый Оскол), с которым работал также в 2009—2011 годах и в 2012 году. С 2014 года стал руководить клубом «Атом» (Нововоронеж). Летом 2022 года вновь стал главным тренером староосколького клуба (который стал называться «Металлург»). Позднее вновь тренировал «Атом», который покинул в июле 2025 года.